# Eugenia floccosa
Eugenia floccosa är en myrtenväxtart som beskrevs av Richard Henry Beddome. Eugenia floccosa ingår i släktet Eugenia och familjen myrtenväxter. IUCN kategoriserar arten globalt som starkt hotad. Inga underarter finns listade i Catalogue of Life.